# 7730 Сергерасимов
7730 Сергерасимов (7730 Sergerasimov) — астероїд головного поясу, відкритий 4 липня 1978 року.
Тіссеранів параметр щодо Юпітера — 3,231.